# Natrix natrix ssp. schweizeri
Natrix natrix ssp. schweizeri је подврста класе Reptilia која припада реду Squamata. 

## Угроженост
Ова врста је крајње угрожена и у великој опасности од изумирања.

## Распрострањење
Грчка је једино познато природно станиште врсте.

## Станиште
Врста Natrix natrix ssp. schweizeri има станиште на копну.